# Домаха (запорозький форпост)

Пам'ятний знак на місці колишньої запорозько-козацької Домахи та Кальміуської слободи. м. Маріуполь

Козацька Домаха на плані м. Маріуполя 1826 р.

Пам'ятний знак на місці колишньої запорозько-козацької Домахи та Кальміуської слободи. м. Маріуполь. Ракурс.

Дома́ха — запорозька паланка (острог) на березі Азовського моря, адміністративний центр Кальміуської паланки, що існувала з 1594 по 1768 рік (за даними В. Пірка). Існування підтверджують слова історика Скальковського А. А., який писав: "… у р. Кальміус з боку Азовського моря «де зимівники козачі, ще з часу Предслава Ланцкорского знаходилися …» Поблизу під прикриттям паланки Домахи перебувало козацьке поселення Кальміуська слобода (згадується з 1739 р.), де проживали власне козаки і сім'ї козаків (нині територія Маріуполя). У грудні 1768 р. кримські татари зруйнували паланку Домаху і Кальміуську слободу. У 1771 р. запорозькі козаки почали відбудовувати Кальміуську слободу. У липні 1780 р. Кальміуська слобода мала 53 двори і Свято-Миколаївську церкву.
У січні 1776 року губернатор Азовської губернії генерал-майор Василь Чортков (Василий Алексеевич Чертков) у своєму листі до генерал-губернатора Азовської та Новороссійської губернії графа Потьомкіна пропонує встановити межу між Азовською губернією та Військом Донським по р. Кальміюс, а не по р. Кальчик і пише таке: «… когда отдать донцам по Кальчику, то уже удобного места для построения полагаемого в том краю города, где и развалины древнего города Домахи состоят, сыскать едва ли будет можно.»
У 1778 р. він же наказав на місці Кальміуської слободи збудувати м. Павлівськ.
З 1780 р. на території Кальміуської слободи, згідно з указом Катерини ІІ від травня 1779 р., поселяються греки і називають своє поселення Марієнполь.
Існує кілька версій походження назви Домаха:
- Від міста бродників Адомах, що імовірно знаходилося на місці козацької Домахи.
- Від шаблі з дамаської сталі Домахи.
- Від імені козачки Домахи.
- втрачений гідронім Домаха, розповсюджений в межах існування Запорізької Січі, рибне місце.

Домаха — назва козацької шаблі з дамаської сталі — у творах Т. Г. Шевченко, де він описує похід гайдамаків Гонти й Залізняка на Умань у 1768 році.
Запорізька паланка Домаха по суті виконував функцію військового прикриття важливого пункту на Потайному водному шляху Запорозьких козаків із Дніпра у Чорне море: Дніпро — Самара — Вовча — Кальміус — Азовське море — Чорне море.